# Die Mannschaft
Die Mannschaft (v překladu znamená mužstvo, tým, manšaft) je německý dokumentární film z roku 2014 režisérského týmu Martin Christ, Jens Gronheid a Ulrich Voigt. Světová premiéra filmu byla 10. listopadu 2014 na Potsdamer Platz v Berlíně.
Snímek zachycuje nejen triumf německé fotbalové reprezentace na Mistrovství světa ve fotbale 2014 v Brazílii, ale také zákulisí týmu, tréninkový kemp v jižním Tyrolsku, tábor německého mužstva v brazilské lokalitě Campo Bahia, průběh šampionátu (cílený na německý tým) a také návrat do Německa a vítěznou párty v Berlíně.

## Citát
Brazil have Neymar. Argentina have Messi. Portugal have Ronaldo. Germany have a team! (originál)
Brasilien hat Neymar. Argentinien hat Messi. Portugal hat Ronaldo. Deutschland hat eine Mannschaft! (německý překlad v traileru)
Brazílie má Neymara, Argentina Messiho, Portugalsko Ronalda. Německo má tým! (český překlad)
Tímto citátem začíná trailer, ve filmu není přítomen. Německý fotbalový svaz (DFB) i některá média ho připisovala anglickému fotbalistovi Stevenu Gerrardovi v reakci na Twitteru po drtivém vítězství Německa nad domácí Brazílii 7:1 v semifinále, nicméně se ukázalo, že ho má na svědomí fanoušek s účtem iSteven8Gerrard.